# Diplomatic Mission Peace and Prosperity
Diplomatic Mission Peace and Prosperity (DMPP) è un'organizzazione internazionale di lobbying avviata da un gruppo di diplomatici dei paesi occidentali con l'intento di creare potenti lobby a sostegno dei paesi in via di sviluppo, costituita in Albania, NATO, Stati Uniti, Unione europea e altre organizzazioni globali.

## Storia
Diplomatic Mission Peace and Prosperity è stata istituita su iniziativa di Richard Holbrooke,  già Segretario di Stato americano per Hilary Clinton nonché consigliere speciale del presidente Obama, come missione di pace nei Balcani e in tutto il mondo, conseguentemente alle idee di pace e prosperità sostenute dall'ex presidente USA Dwight D. Eisenhower.. 
La DMPP è sostenuta da un imponente gruppo di diplomatici in tutto il mondo e si adopera per la creazione di potenti lobby con autorità mondiali a sostegno dello sviluppo democratico dei Balcani e degli altri Paesi a basso reddito, secondo i principi dell'ONU e della democrazia statunitense.
Un notevole contributo per la costituzione di questa missione è pervenuto da Ibrahim Rugova, ex presidente del Kosovo. Diplomatic Mission Peace and Prosperity si adopera anche per guidare i paesi in via di sviluppo ad autogovernarsi secondo il modello della democrazia statunitense. Le attività di DMPP si estendono in : Albania, Kosovo, Montenegro, Macedonia del Nord, Italia, Israele, Turchia, Francia, Belgio, Stati Uniti d'America, America Meridionale, Africa, Australia, India, ecc.
Diplomatic Mission Peace and Prosperity coinvolge fin dalla costituzione diversi missionari di pace, diplomatici, politici dei Balcani e altre autorevoli personalità di vari paesi del mondo che hanno dato il loro contributo per la pace globale, come il senatore statunitense Bob Dole, il generale Wesley Clark, il principe Michael di Kent, il diplomatico Haim Reitan, l'ambasciatore William Weiss, il membro della Camera dei Rappresentanti dello stato della California Devin Nunes, il senatore dello stato del Michigan Gary Peters, l'attivista Madhu Krishan, l'attrice e attivista Jennifer Lim e altri. Altri contributi per la pace e la prosperità arrivati attraverso DMPP sono stati concessi anche dai missionari dei Balcani come Ilir Meta, Namik Dokle, Petro Koçi, Gani Hoxha, Makbule Çeço, il deputato albanese Shpëtim Idrizi, lo scrittore albanese Dritëro Agolli, il campione sportivo Muharrem Berisha, Hashim Thaçi, il primo ministro del Kosovo Hajredin Kuçi, e diversi altri.
Diplomatic Mission Peace and Prosperity è partner di molte organizzazioni internazionali che lavorano per la pace e la prosperità in tutto il mondo; collabora in particolare con istituzioni che tutelano i diritti umani come l'American Diplomatic Mission for World Peace, International Human Rights Commission, International Diplomatic Cooperation and Security, Planet Diplomat, Diplomatic Society of St Gabriel, Academy of Universal Global Peace, People to People, American University.. In Italia il coordinatore nazionale è l'Ambasciatore Diplomatico Devis Paganelli 

## Obiettivi
L'attività di Diplomatic Mission Peace and Prosperity è focalizzata sui diritti umani, la pace, la sicurezza, le problematiche dovute al cambiamento climatico e allo sviluppo sostenibile, con la finalità di apportare investimenti di Paesi industrializzati come gli Stati Uniti d'America, nei Paesi in via di sviluppo come l'Africa e i Balcani.  La missione ha anche lo scopo di proteggere i profughi, i cittadini dei Balcani, i cittadini in difficoltà di nazioni governate da regimi dittatoriali in momenti di crisi politica, i popoli vittime di guerre e calamità naturali. DMPP pubblica articoli, libri, documentari, videoclip e diversi altri strumenti di sensibilizzazione a sostegno delle missioni di pace che aiutano i paesi a basso reddito a progredire, instaurare sistemi democratici e a perfezionare lo stato di diritto.
DMPP aiuta i ragazzi e le ragazze di talento dei Balcani a ricevere istruzione presso le università tra le quali Harvard, Oxford, Università Sorbonne Nouvelle, American University,, per laurearsi come diplomatici e leader economisti in grado di guidare corporazioni, multinazionali, banche e istituzioni internazionali che determinano le politiche di sviluppo mondiale.
DMPP si prefigge di realizzare ogni obiettivo legato alle politiche di pace e prosperità in tutto il mondo.